# طازج (فلم 2022)
طازج (بالإنجليزية: Fresh) هو فيلم كوميدي أمريكي 2022 من إخراج ميمي كايف، في أول أعمالها الإخراجية، من سيناريو من تأليف لورين كان. الفيلم من بطولة ديزي إدغار جونز وسيباستيان ستان. الفيلم عبارة عن إنتاج مشترك بين ليجنداري إنترتينمنت و هيبربروجيكت للصناعات؛ أنتج آدم مكاي الفيلم إلى جانب كيفن جي ميسيك ومايف كولينان. يحكي الفيلم قصة امرأة شابة تبدأ في مواعدة رجل ساحر، فقط لتكتشف طبيعته الحقيقية المرعبة. تم عرض الفيلم لأول مرة في مهرجان صاندانس السينمائي في 20 يناير 2022، وتم إصداره في 4 مارس 2022، على هولو بواسطة سيرش لايت بيكتشرز..